# Alois Pernerstorfer
Alois Anton Pernerstorfer (3. Juni 1912 in Wien – 12. Mai 1978 ebenda) war ein österreichischer Opernsänger der Stimmlage Bassbariton, der mehr als 25 Jahre lang dem Ensemble der Wiener Staatsoper angehörte, aber auch in Glyndebourne, Mailand, New York, Zürich und bei den Salzburger Festspielen auftrat.
Er wurde 1963 zum Kammersänger ernannt.

## Leben und Werk
Pernerstorfer war der Sohn eines Kaufmanns. Er studierte von 1933 bis 1936 an der Staatsakademie für Musik und darstellende Kunst. Zu seinen Lehrern zählten der Dirigent und Korrepetitor Josef Krips und der Bariton und Gesangspädagoge Theo Lierhammer. 1936 wurde er an das Stadttheater Graz verpflichtet, wo er als Biterolf in Wagners Tannhäuser debütierte. Bereits 1937 gastierte er erstmals bei den Salzburger Festspielen, er übernahm dort im 6. Domkonzert das Bass-Solo in Mozarts Requiem, dirigiert von Joseph Messner. Von 1939 bis 1945 wirkte Pernerstorfer als Erster Bassist an der Wiener Volksoper. Nach dem Zusammenbruch des NS-Regimes und dem Bombentreffer, der die Wiener Staatsoper zerstörte, wurden die Ensembles von Volks- und Staatsoper zusammengelegt und spielten sowohl im Theater an der Wien als auch im Haus am Gürtel. Er blieb noch zwei Spielzeiten in Wien, ging dann für ein Jahr an das Zürcher Stadttheater, kehrte für zwei Spielzeiten nach Wien zurück und war 1951/52 an der Metropolitan Opera in New York verpflichtet. 1953 wurde Pernerstorfer ständiges Ensemblemitglied der Wiener Staatsoper und blieb es bis zu seinem Tod. Von 1948 bis 1965 war er auch regelmäßiger Gast der Salzburger Festspiele, zumeist für mittlere und kleinere Rollen Mozart-Opern, aber auch in Werken zeitgenössischer Komponisten und in mehreren Konzerten geistlicher Musik. Er war an drei Salzburger Ur- und Erstaufführungen beteiligt: 1953 Der Prozess von Franz Kafka und Gottfried von Einem, 1957 Die Schule der Frauen nach Molière, vertont von Rolf Liebermann, und 1958 Vanessa von Gian Carlo Menotti (Libretto) und Samuel Barber (Musik). In Wien sang er überwiegend in Werken Mozarts, Verdis, Wagners und von Richard Strauss. Zu seinen Hauptrollen zählten Figaro, Alberich, Klingsor, König Heinrich und Philipp II. Er sang unter Stabführung namhafter Dirigenten wie Karl Böhm, Antal Dorati, Herbert von Karajan, Dimitri Mitropoulos, Wolfgang Sawallisch, Hans Swarowsky und George Szell. Er war auch ein gefragter Konzert- und Kirchensänger. Zu seinem umfassenden Repertoire an geistlichen Werken zählten die Bass-Soli in der Bach’schen Matthäus-Passion, in Mozarts Litaniae Lauretanae (KV 109) und dessen Krönungsmesse (KV 317), Haydns Nelson- und Harmoniemesse sowie Bruckners Te Deum. Er war ebenso in säkularen Chor-Orchesterwerken und in konzertanten Aufführungen von Opern zu hören, beispielsweise in Haydns Jahreszeiten, Beethovens Neunter oder Verdis Oper Alzira, in der er im September 1936 in einem RAVAG-Konzert sang.
Pernerstorfer war dreimal verheiratet. Am 25. Dezember 1937 heiratete er in Graz die Schauspielerin Alice Walter (1912–1959). Zweite Ehefrau war von 1944 bis 1967 die Soubrette Henny Herze (1909–1993), die mehr als 25 Jahre lang dem Ensemble der Wiener Volksoper angehörte. In dritter Ehe war er ab 11. Mai 1968 mit Charlotte Ziegler verheiratet.

## Ehrungen
- 1963 Ernennung zum Kammersänger
- 1977 Großes Goldenes Ehrenzeichen für Verdienste um die Republik Österreich

## Tonträger (Auswahl)
- Mozart: Le nozze di Figaro, mit Elisabeth Schwarzkopf, Irmgard Seefried, Christa Ludwig, Dietrich Fischer-Dieskau, Erich Kunz, Wiener Philharmoniker, Dirigent: Karl Böhm. Orfeo C296923D (1957).
- Mozart: Don Giovanni, mit Mariano Stabile, Oskar Czerwenka, Alfred Poell, Gertrude Grob-Prandl, Hilde Konetzni, Hedda Heusser und Herbert Handt, Wiener Symphoniker, Dirigent: Hans Swarowsky (1950).
- Wagner: Rienzi, mit Set Svanholm, Christa Ludwig, Walter Berry, Teresa Stich-Randall, Heinz Holecek, Karl Terkal, Anne Christiansen, Paul Schöffler und dem Wiener Staatsopernchor, Wiener Staatsopernorchester; Dirigent: Josef Krips. Melodram MEL 10039.
- Wagner: Götterdämmerung, mit Kirsten Flagstad, Max Lorenz, Josef Hermann, Hilde Konetzni, Elisabeth Höngen, Chor und Orchester des Teatro alla Scala (Mailand); Dirigent: Wilhelm Furtwängler. Urania URA 154.
- Barber: Vanessa, mit Norman Foster, Eleanor Steber, Nicolai Gedda, Rosalind Elias, Ira Malaniuk, Giorgio Tozzi und dem Wiener Staatsopernchor, Wiener Philharmoniker; Dirigent: Dimitri Mitropoulos. Orfeo ORF 653062 – Nicholas